# Lago Chebarkul
El lago Chebarkul (del ruso: озеро Чебаркуль) está situado en el óblast de Cheliábinsk, en Rusia.
Tiene una superficie de 19.8 km², se congela en noviembre hasta el deshielo en mayo.
La ciudad de Chebarkul está localizada en la estribación derecha del lago.

## Evento de Cheliábinsk

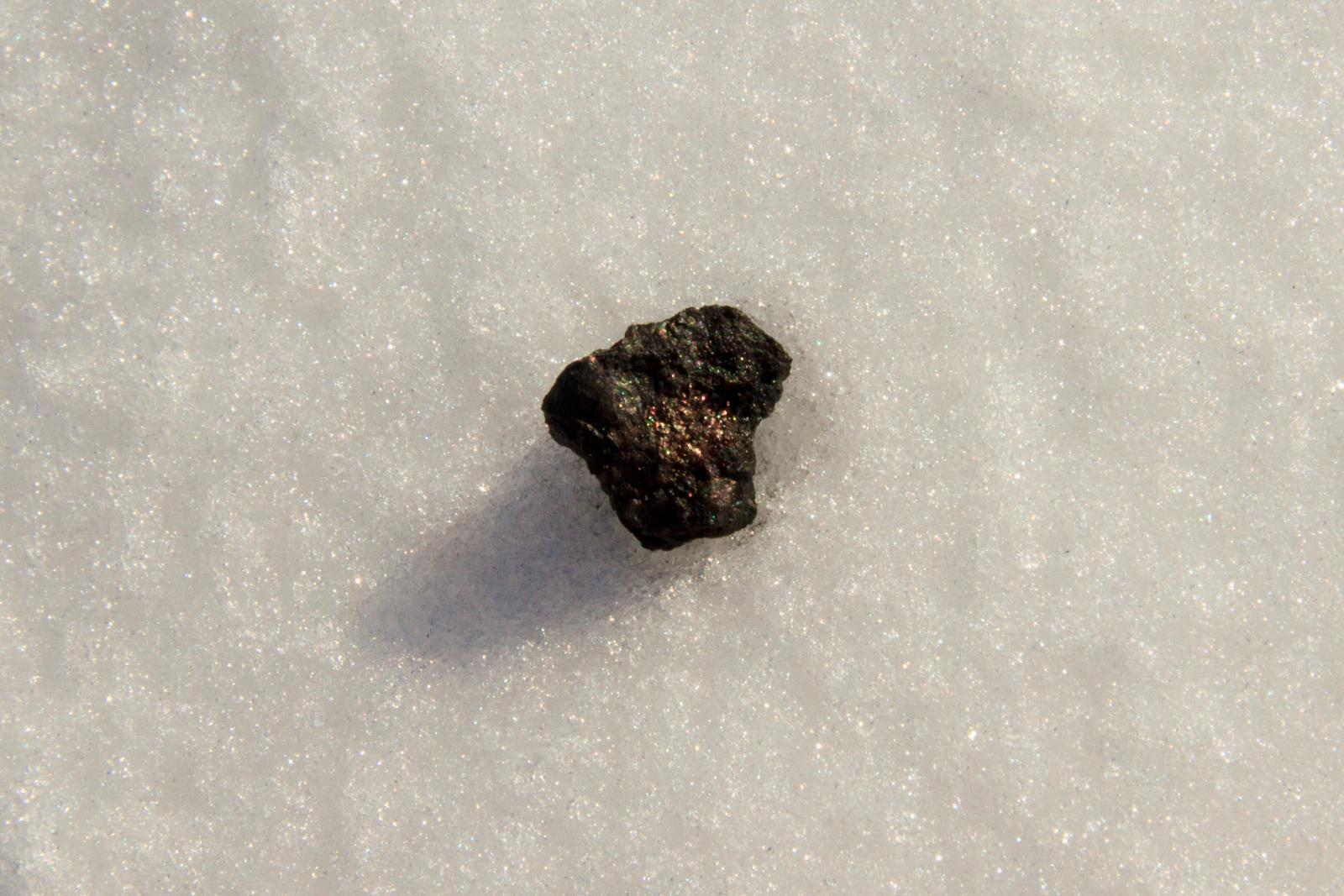
Fragmento del meteorito de Chebarkul.

El 15 de febrero de 2013, un gran fragmento del meteorito del evento meteorológico de Cheliábinsk golpeó la superficie helada del lago, dejando un agujero circular en el hielo cerca de 6 metros de ancho.
Previamente, el fenómeno dejó 1491 heridos en la ciudad de Cheliábinsk, ubicada 78 km al oeste.
El ministerio de Situaciones de Emergencia había indicado el 17 de febrero que los socorristas que investigaron el lago no habían logrado descubrir nada en su búsqueda inicial.
Sin embargo, científicos universitarios fueron enviados al lago donde anunciaron el día 18 haber encontrado unos cincuenta fragmentos cerca de allí y mandaron a Ekaterimburgo algunos de los fragmentos hallados. Tras una investigación, el meteorito parece pertenecer a la clase de las condritas, término que designa un tipo de meteorito rocoso, del que los fragmentos hallados contienen una proporción de 10% de hierro.